# Västrabysjön
Västrabysjön är en sjö i Jönköpings kommun i Småland och ingår i Lagans huvudavrinningsområde. Sjön har en area på 0,0901 kvadratkilometer och ligger 218 meter över havet.

## Delavrinningsområde
Västrabysjön ingår i det delavrinningsområde (638637-140894) som SMHI kallar för Inloppet i Hokasjön. Medelhöjden är 240 meter över havet och ytan är 73,05 kvadratkilometer. Det finns inga delavrinningsområden uppströms utan avrinningsområdet är högsta punkten. Hokaån som avvattnar avrinningsområdet har biflödesordning 2, vilket innebär att vattnet flödar genom totalt 2 vattendrag innan det når havet efter 221 kilometer. Delavrinningsområdet består mestadels av skog (62 %), öppen mark (12 %) och jordbruk (16 %). Avrinningsområdet har 0,23 kvadratkilometer vattenytor vilket ger avrinningsområdet en sjöprocent på 0,3 %.